# Чорти (язык)
Чорти — относящийся к майяским язык народа чорти. Чорти является прямым потомком классического языка майя, на котором было сделано множество доколумбовых надписей майяскими иероглифами. Чорти является современной версией мертвого майяского языка чолан (250—850 годы н. э.). Большее число носителей находится в Гватемале.

## Генеалогическая и ареальная информация

### Генеалогия
Чорти является одним из трёх современных потомков языка чолан, подгруппы майяских языков. Другими двумя современными потомками являются чонтальский и чольский языки. Эти три языка в настоящее время имеют носителей, в отличие от языка чольти, близкородственного чорти.
Чорти является важнейшим фактором для расшифровки майяских иероглифов классического периода, некоторые из которых ещё до конца не изучены. Посредством изучения чорти было установлено, что классический язык майя имел особую грамматическую структуру, письменность больше опиралась на фонетику, чем считалось ранее.
Название «chorti'» (с неглоттализованным [ch]) означает «язык возделывателей кукурузы» и ссылается на традиционную сельскохозяйственную деятельность народа чорти. Глоттализованное ch’ было введено позже в попытке исключить ассоциацию народа чорти с сельскохозяйственными профессиями.

### География
Чорти преимущественно используется в Хокотане и Камотане, Чикимула, Гватемала, и близлежащих территориях. Также язык используется в западном Гондурасе вблизи руин Копана, но там считается умирающим. Кроме того, чорти ранее использовался в Сальвадоре.
Эта территория является единственной в мире, где проживают носители чорти.

## Социолингвистическая информация
Представители народа чорти являются прямыми потомками жителей Копана и его окрестностей, одной из культурных столиц цивилизации майя. Эта территория занимает части современных Гватемалы и Гондураса.

### Ситуация в Гондурасе
Правительство Гондураса пыталось ввести испанский язык в качестве единого, что отрицательно сказалось на использовании и преподавании малых языков, в том числе чорти. Вынужденная ассимиляция носителей, а также земельные проблемы и гибель некоторых лидеров чорти привели к сокращению числа носителей этого языка в Гондурасе до 10.

### Ситуация в Гватемале
Правительство Гватемалы больше поддержало носителей чорти и выдвинуло программы, нацеленные на повышение интереса к изучению и преподаванию чорти. Представители народа чорти, проживающие в Гватемале, носят народные костюмы, в отличие от проживающих в Гондурасе. По данным на 2012 год в Гватемале проживает около 55 250 носителей чорти, официальным же языком страны является испанский.

## Типологическая характеристика

### Тип (степень свободы) выражения грамматических значений
Чорти является синтетическим языком.
```
Ajk’-un-en  
отдавать.это-IMP-1SA
'Отдай это мне'
[Dugan 2013: 47]
```

```
Inkw-ik             ta   n-yotot
давайте.пойдем-SUBJ PREP 1SE-дом
'Пойдемте ко мне домой'
[Dugan 2013: 45]
```

```
Xek’-e      e   brujo
ударять-IMP ART ведьма
'Ударь ведьму'
[Dugan 2013: 47]
```

```
U-wajp-y-e’n-ix
3E-хватать-SF-1SA-уже
'Она меня уже схватила'
[Dugan 2013: 84]
```

Выраженное маркирование числа существительных часто необязательно. Как только для существительного установлен контекст множественного числа, его маркирование может не выражаться (на усмотрение говорящего).

### Характер границы между морфемами
Чорти является агглютинативным языком.
```
jajp-in
хватать-IMP
‘Хватай’
[Dugan 2013: 71]
```

```
Ch’ar-en     tara
ложиться-IMP здесь
'Ложись здесь'
[Dugan 2013: 47]
```

```
Ma'chi a-pas-k'a
NEG    3N-открыть-MV
'Это не открылось'
[Dugan 2013: 52]
```

```
Ka-yor-i-Ø       e   ch’en tya’ a-nam-tz’a
1PE-копать-SF-3A ART яма   где  3N-исчезать-MV
'Мы вырыли яму, где оно исчезло'
[Dugan 2013: 53]
```

### Локус маркирования в посессивной именной группе и предикации

#### В посессивной именной группе
Вершинное маркирование.
```
ni-noy
POSS.1SG-дедушка
'Мой дедушка'
[Dugan 2013: 99]
```

```
a-nak
POSS.2SG-живот
'Твой живот'
[Dugan 2013: 99]
```

#### В предикации
Также вершинное маркирование.
```
Sut-pa-Ø            ix-Ø-ob'    ta    ch'en
поворачивать-MV-3A  идти-3A-PL  PREP  дыра
'Они упали в дыру'
[Dugan 2013: 130]
```

```
Tar-i-Ø         ayi  e   María
приходить-SF-3A туда ART Мария
'Мария пришла туда'
[Dugan 2013: 117]
```

```
Ojron-Ø     e   padre          taka e   pak'ab'-ob'
говорить-3A ART отец/священник PREP ART люди-PL
'Священник поговорил с людьми'
[Dugan 2013: 132]
```

### Тип ролевой кодировки в предикации
Активная ролевая кодировка.
```
a-xan-a    taka e   aj-k’in
3N-идти-SF PREP ART NOM-солнце
'Он шёл днем'
[Dugan 2013: 133]
```

```
Ka-k’ajt-i-Ø       ub’an twa’ a-tz’ak-on
1PE-молиться-SF-3A также PREP 2SE-исцелять-1PA
'Мы также молим тебя исцелить нас'
[Dugan 2013: 133]
```

### Базовый порядок слов
Базовый порядок слов как таковой отсутствует.
Однако в различных источниках встречаются и другие мнения на этот счет: VOS, SVO (где V — глагол, O — дополнение, S — подлежащее).

## Особенности

### Фонетическое описание и алфавит
Согласные фонемы.
| Взрывные    | Неглоттализированные | p   | t   |    | k  | ʔ |
| Взрывные    | Глоттализированные   | ɓ   | t’  |    | k’ |   |
| Аффрикаты   | Неглоттализированные |     | ts  | č  |    |   |
| Аффрикаты   | Глоттализированные   |     | ts’ | č’ |    |   |
| Фрикативные | Фрикативные          |     | s   | š  |    | h |
| Сонорные    | Носовые              | m   | n   |    |    |   |
| Сонорные    | Латеральные          |     | l   |    |    |   |
| Сонорные    | Дрожащие             |     | r   |    |    |   |
| Сонорные    | Глайды               | w/g |     | j  |    |   |

Орфографическое представление согласных фонем.
| Взрывные    | Неглоттализированные | p   | t   |     | k  | ' |
| Взрывные    | Глоттализированные   | b'  | t’  |     | k’ |   |
| Аффрикаты   | Неглоттализированные |     | tz  | ch  |    |   |
| Аффрикаты   | Глоттализированные   |     | tz’ | ch’ |    |   |
| Фрикативные | Фрикативные          |     | s   | x   |    | j |
| Сонорные    | Носовые              | m   | n   |     |    |   |
| Сонорные    | Латеральные          |     | l   |     |    |   |
| Сонорные    | Дрожащие             |     | r   |     |    |   |
| Сонорные    | Глайды               | w/g |     | y   |    |   |

Гласные фонемы.
| Подъём         | Ряд      | Ряд     | Ряд    |
| Подъём         | Передний | Средний | Задний |
| -------------- | -------- | ------- | ------ |
| Верхний        | i        |         | u      |
| Верхне-средний | e        |         | o      |
| Средний        |          |         |        |
| Нижний         |          | a       |        |

.
Представление алфавита следующее: a, a', b, b', ch, ch', d, e, e', g, i, i', j, k, k', l, m, n, o, o', p, r, s, t, t', tz, tz', u, u', w, x, y.

### Орфографические особенности
Люди чорти имеют собственный стандартный способ письма, который в последнее время вследствие неточного представления фонем привел к варьированию в публикациях.

### Согласовательные классы
Аспектуальная система языка является трехуровневой прономинальной системой, в которой прономинальные аффиксы присоединяются к существительным и глаголам для маркировки лица и числа. Как и многие другие майянские языки, чорти является эргативным и имеет набор местоимений, маркирующих объект одной глагольной конструкции и субъект другой. В отличие от большинства майянских языков, чорти имеет не два, а три подобных набора.

## Список глосс
| 1PA      | Абсолютив, первое лицо, множественное число    |
| 1PE      | Эргатив, первое лицо, множественное число      |
| 1SA      | Абсолютив, первое лицо, единственное число     |
| 1SE      | Эргатив, первое лицо, единственное число       |
| 2SE      | Эргатив, второе лицо, единственное число       |
| 3A       | Абсолютив, третье лицо                         |
| 3E       | Эргатив, третье лицо                           |
| 3N       | Номинатив, третье лицо                         |
| ART      | Артикль                                        |
| IMP      | Императив                                      |
| MV       | Средний залог                                  |
| NEG      | Отрицание                                      |
| NOM      | Номинализатор                                  |
| PL       | Множественное число                            |
| PREP     | Предлог                                        |
| POSS.1SG | Посессивность, первое лицо, единственное число |
| POSS.2SG | Посессивность, второе лицо, единственное число |
| SF       | Связка                                         |
| SUBJ     | Сослагательное наклонение                      |